# الدورا (جورجیا)
الدورا، جورجیا (به انگلیسی: Aldora, Georgia) یک منطقهٔ مسکونی در ایالات متحده آمریکا است که در جورجیا واقع شده‌است.

## خصوصیات
الدورا ۰٫۹ کیلومترمربع مساحت و ۱۰۳ نفر جمعیت دارد و ۲۴۹ متر بالاتر از سطح دریا واقع شده‌است.